# Silvia Ziche

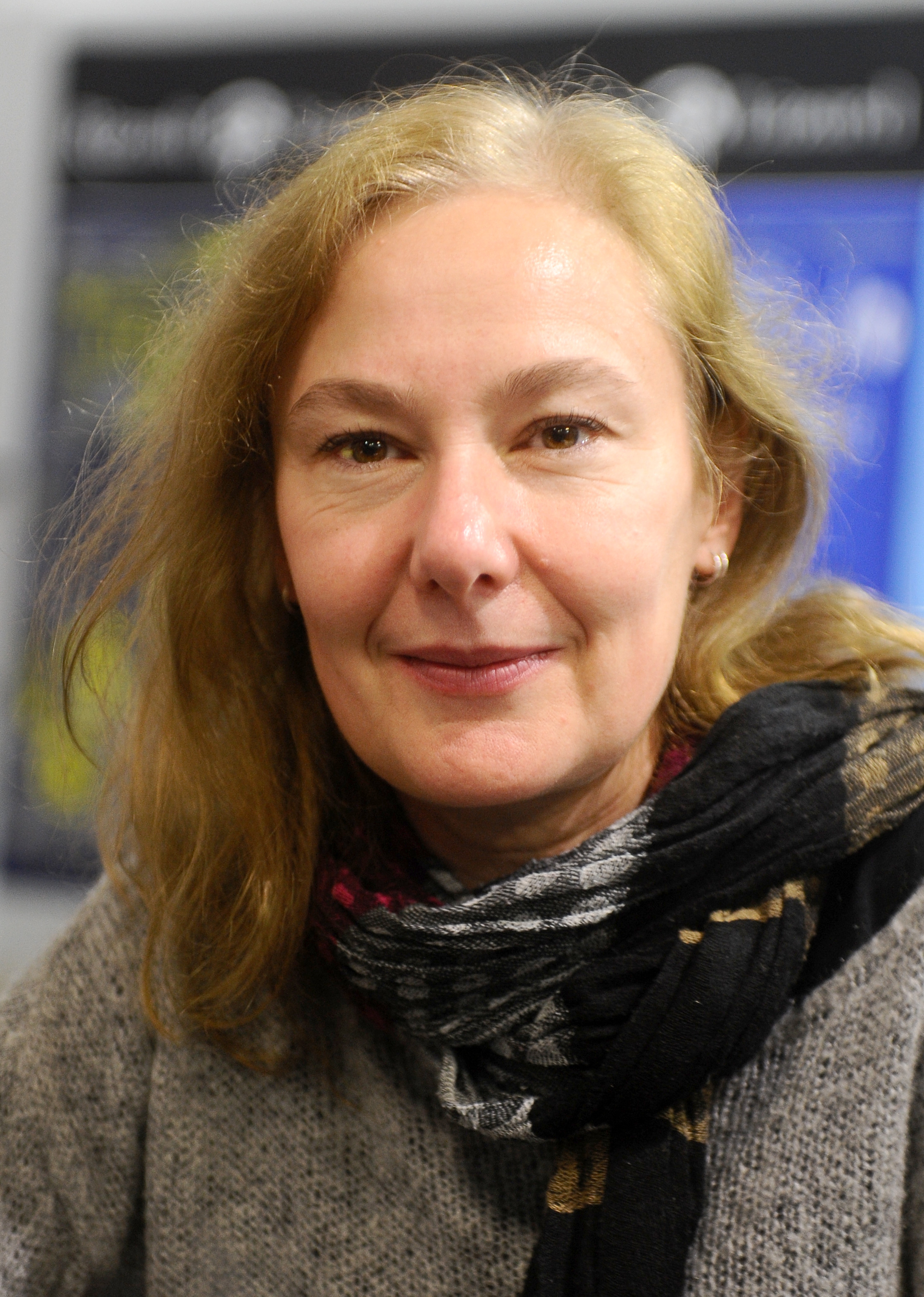
Silvia Ziche (2014)

Silvia Ziche (* 5. Juli 1967 in Thiene, Provinz Vicenza) ist eine italienische Comiczeichnerin, die seit 1991 aktiv ist. Sie schreibt seit 1996 als Autorin Geschichten. 1993, 1996 und 1997 gewann sie Preise für ihre Arbeiten.
Ziche wird zum Kern der italienischen Disney-Zeichner gezählt. Ihre Werke erscheinen im Lustigen Taschenbuch (LTB) und der Micky-Maus-Zeitschrift. Sie hat ebenso für die Zeitschriften Linus, Comix und Cuore gearbeitet.
Ihr Stil gilt als einfach und komisch, sie verwendet teilweise auch Deformationen der Charaktere, um deren Emotionen auszudrücken, ähnlich dem Super-Deformed-Stil, und zeichnet als eine der wenigen Disney-Zeichner die Zähne der Ducks mit.

## Geschichten (Auswahl)
- Die neue Statue, LTB 179
- Die Suche nach dem Feuer, LTB 182
- Der geteilte Visconte, LTB 193
- Scapins Streiche, LTB 213
- Das verhexte Pokal-Finale, LTB 217 und LTB Spezial 5
- Es war einmal in Amerika: Der vorletzte Mohikaner, LTB 218 und LTB Spezial 10
- Der unglückliche Hund, LTB 231
- Wettkampf der Paare, LTB 304
- Rache eines Roboters, LTB 314
- Die neue Alarmanlage, LTB 330
- Tumult im Untergrund, LTB 330
- Gewagter Tausch, LTB 332
- Das Neujahrsspiel, LTB 333
- Die Schlappe mit dem Schlappen, LTB 336
- Alles für die Fische, LTB 350
- Termitenwiesel aus Kahlaska, LTB Enten-Edition 6
- Aus Daiys Tagebuch – Im Fussballfieber, LTB Spezial 5
- Ganz nach Plan, LTB Spezial 5
- Der Weihnachts-Wettbewerb, LTB Sonderband 9
- Zu schwer für Gamma?, LTB 465 und LTB Maus-Edition 17